# Vanessa Boubryemm
Vanessa Boubryemm (Tourcoing, 16 de enero de 1982) es una deportista francesa que compitió en lucha libre. Ganó dos medallas en el Campeonato Mundial de Lucha, plata en 2005 y bronce en 2008, y tres medallas en el Campeonato Europeo de Lucha entre los años 2005 y 2008.
Participó en dos Juegos Olímpicos de Pekín 2008, ocupando el séptimo lugar en la categoría de 48 kg.

## Palmarés internacional
| Campeonato Mundial | Campeonato Mundial  | Campeonato Mundial | Campeonato Mundial |
| Año                | Lugar               | Medalla            | Categoría          |
| ------------------ | ------------------- | ------------------ | ------------------ |
| 2005               | Budapest (Hungría)  | Medalla de plata   | 51 kg              |
| 2008               | Tokio (Japón)       | Medalla de bronce  | 51 kg              |
| Campeonato Europeo |                     |                    |                    |
| Año                | Lugar               | Medalla            | Categoría          |
| 2005               | Varna (Bulgaria)    | Medalla de bronce  | 51 kg              |
| 2006               | Moscú (Rusia)       | Medalla de oro     | 51 kg              |
| 2008               | Tampere (Finlandia) | Medalla de plata   | 48 kg              |